# Данаев, Шамхан
Шамхан Данаев — российский боец смешанных единоборств, представитель легкой весовой категории. Выступает на профессиональном уровне с 2012 года, известен по участию в турнирах престижной бойцовской организации ACA.

## Спортивные достижения
- Чемпионат Чеченской Республики по боевому самбо (Шали 2017[1]) —

## Статистика ММА
| Боёв 8          | Побед 6 | Поражений 2 |
| --------------- | ------- | ----------- |
| Нокаутом        | 4       | 1           |
| Сдачей          | 1       | 1           |
| Решением        | 1       | 0           |
| Ничьи           | 0       | 0           |
| Не состоявшихся | 0       | 0           |

| Результат | Рекорд | Соперник         | Способ                             | Турнир                                  | Дата            | Раунд | Время | Место                  | Примечание        |
| --------- | ------ | ---------------- | ---------------------------------- | --------------------------------------- | --------------- | ----- | ----- | ---------------------- | ----------------- |
| Победа    | 7-2    | Оганес Восканян  | Решением (единогласным)            | ACA YE 28 — ACA Young Eagles 28         | 20 августа 2022 | 3     | 5:00  | Грозный                |                   |
| Победа    | 6-2    | Орхан Валиев     | Техническим нокаутом (удары)       | ACA YE 23: Grand Prix Finals            | 25 декабря 2021 | 1     | 2:40  | Грозный, Чечня, Россия |                   |
| Победа    | 5-2    | Шота Ахулашвили  | Решением (единогласным)            | WFCA 45 Grozny Battle                   | 24 февраля 2018 | 3     | 5:00  | Грозный, Чечня, Россия |                   |
| Поражение | 4-2    | Шота Ахулашвили  | Техническим нокаутом (удары)       | WFCA 35 Battle in Astana                | 1 апреля 2017   | 3     | 3:15  | Астана, Казахстан      |                   |
| Победа    | 4-1    | Роман Белогуров  | Нокаутом (удар ногой с разворота)  | WFCA 32 Grozny Battle                   | 19 ноября 2016  | 1     | 3:35  | Грозный, Чечня, Россия |                   |
| Победа    | 3-1    | Рамазан Фарисов  | Нокаутом (удар коленом)            | WFCA 15 — Shali Battle                  | 27 февраля 2016 | 1     | 4:27  | Шали, Чечня, Россия    |                   |
| Победа    | 2-1    | Олег Мисиков     | Техническим нокаутом (удары)       | ACB 15 — Grand Prix Berkut 2015 Stage 2 | 21 марта 2015   | 3     | 4:10  | Нальчик, Россия        |                   |
| Поражение | 1-1    | Лом-Али Нальгиев | Сабмишном (удушение треугольником) | Berkut Cup 2013 — 2 Round               | 27 марта 2013   | 2     | 2:20  | Грозный, Чечня, Россия |                   |
| Победа    | 1-0    | Заур Галуаев     | Сабмишном (удушение гильотиной)    | Berkut Cup — 2012                       | 20 октября 2012 | 1     | 1:05  | Грозный, Чечня, Россия | Дебют в проф. ММА |